# Arturo Montero y Calvo
Arturo Montero y Calvo (Valladolid, 1859-Madrid, 1887) fue un pintor español.

## Biografía

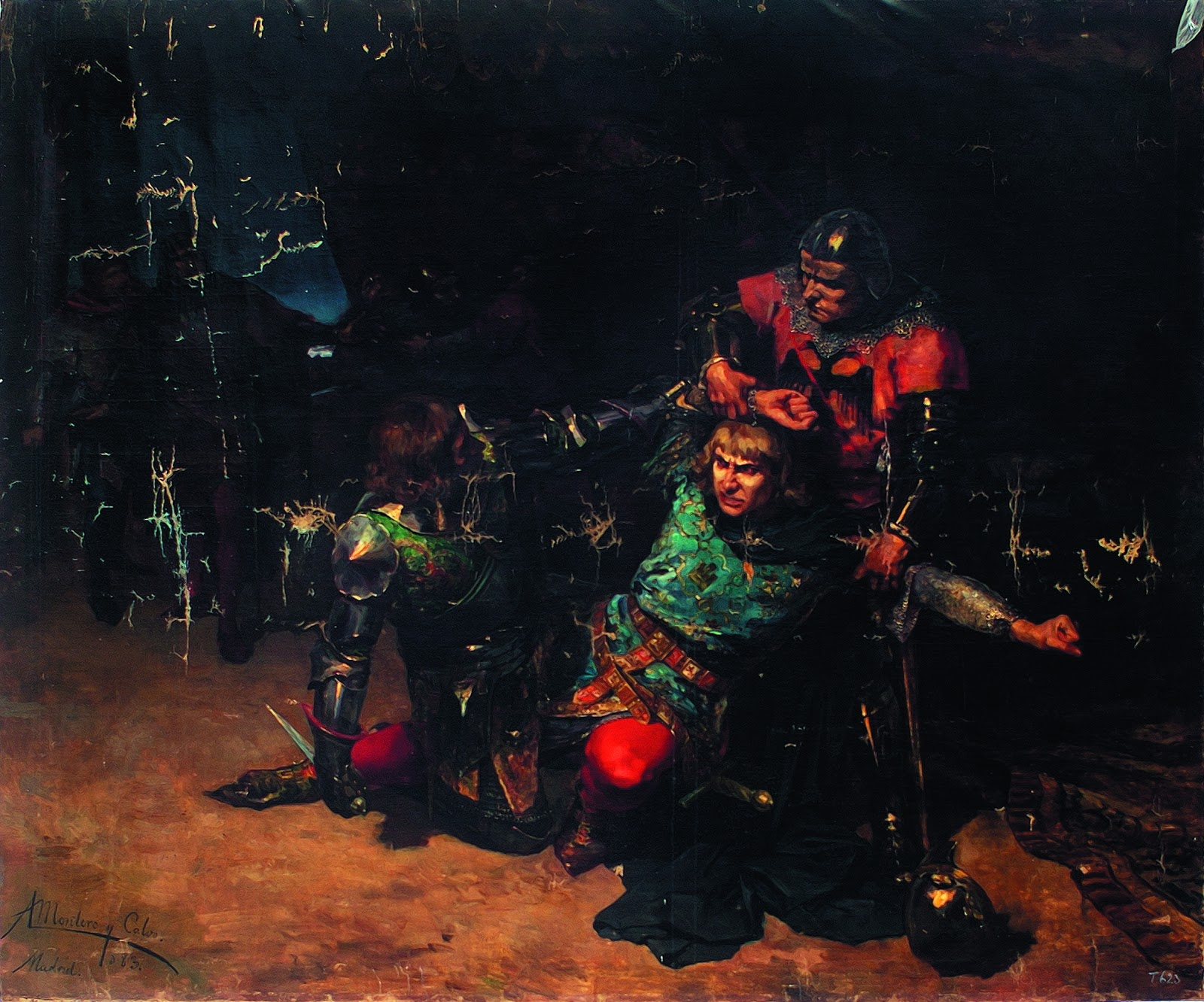
La muerte del Rey Don Pedro I de Castilla

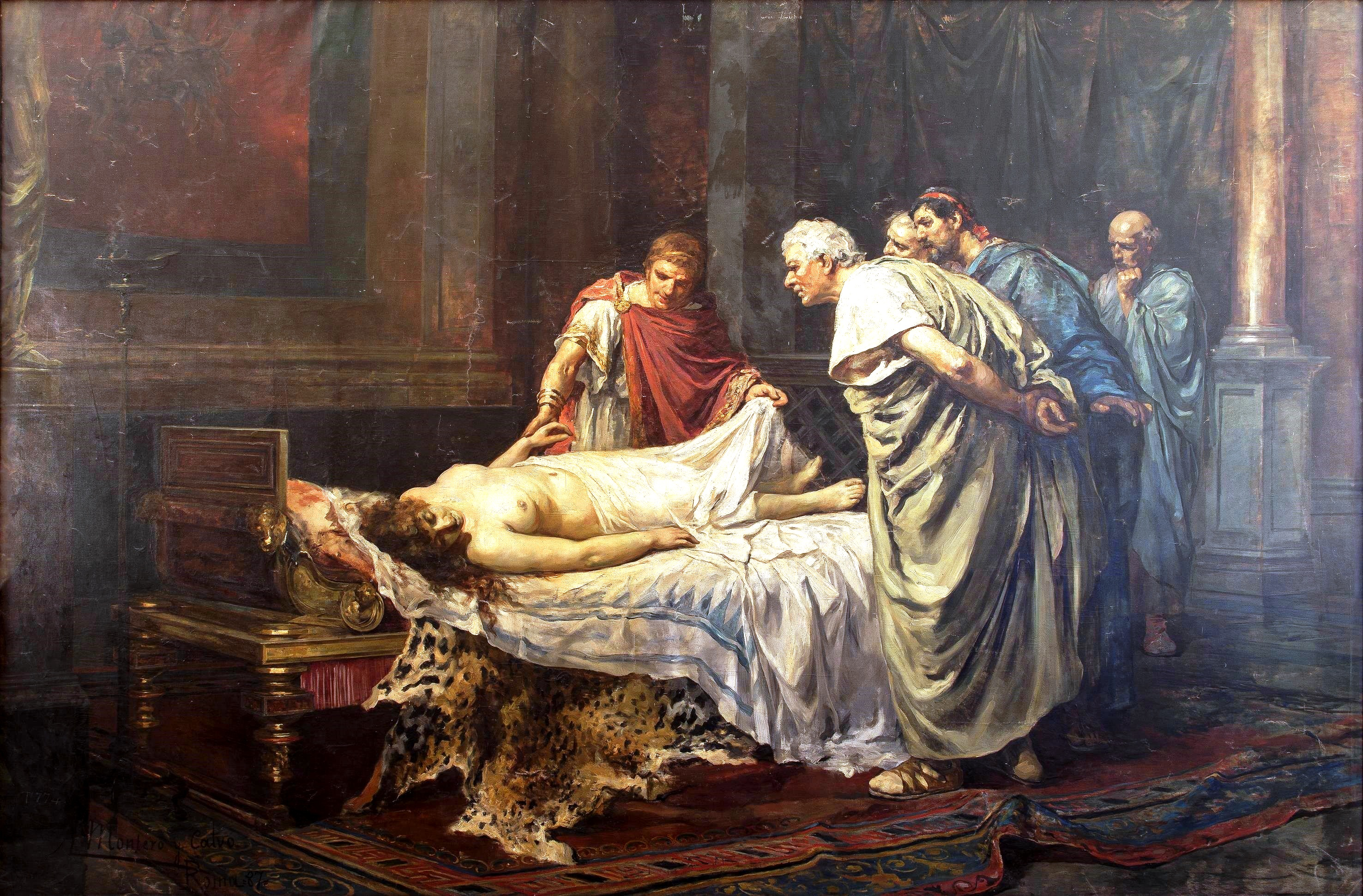
Nerón ante el cadáver de su madre Agripina

Nacido en 1859 en Valladolid, estuvo pensionado en Roma por la Diputación de Valladolid. Fue alumno de la Escuela Especial de Pintura, Escultura y Grabado de Madrid y discípulo de Federico de Madrazo. En la Exposición Nacional de Bellas Artes de 1881 presentó los cuadros Muerte de Abel, Rinconete y Cortadillo, Una caricia y Callejón de los muertos (Toledo), y obtuvo una medalla de tercera clase. En la de 1884 presentó Muerte del rey D. Pedro I de Castilla, de nuevo medalla de tercera clase. En la Exposición Literaria y Artística fue premiado por sus cuadritos Flores de mayo, Desembocadura del Cifuentes (Trillo) y el estudio Cabeza de Mujer. En la Exposición Nacional de Bellas Artes de 1887, presentó Nerón ante el cadáver de su madre Agripina, premiada con una medalla de segunda clase. Falleció de forma prematura en 1887.